# Валишоара (Салаж)
Валишоара (рум. Vălișoara) насеље је у Румунији у округу Салаж у општини Летка. Oпштина се налази на надморској висини од 464 m.

## Становништво
Према подацима из 2002. године у насељу је живело 53 становника, од којих су сви румунске националности.